# Jardín Botánico del Tourmalet
El Jardín Botánico del Tourmalet en francés: jardin botanique du Tourmalet es un  jardín botánico, de 2 hectáreas de extensión, de propiedad privada, especializado en flora de los Pirineos que se encuentra en la comuna de Barèges, en los Hautes-Pyrénées, Francia.

## Localización
Se ubica en el interior de los Pirineos en el Col du Tourmalet.
Jardin botanique du Tourmalet Barèges, Hautes-Pyrénées, Midi-Pyrénées, France-Francia.
Planos y vistas satelitales, 42°54′30″N 0°08′42″E / 42.90833, 0.14500
Está abierto a diario en los meses cálidos del año.

## Historia
Creado en 1995 por Serge Rieudebat, sobre una superficie de 2 hectáreas en Pont de la Gaube, al pie de la carretera en el col du Tourmalet.
En junio del 2011, le jardín que atravesaba dificultades financieras es puesto en venta.

## Colecciones
Actualmente alberga 2500 especies de la flora silvestre de las regiones montañosas, en particular de los Pirineos, reagrupados por
- Biotopo (prados, landas, bosques)
- Pisos altitudinales (piso Montano, subalpino y alpino).